# Wesley Barry
Wesley Barry (Los Angeles, 10 agosto 1907 – Fresno, 11 aprile 1994) è stato un attore, regista e produttore cinematografico statunitense, noto soprattutto come attore bambino nel cinema muto.

## Biografia
Wesley Barry nasce nel 1907 a Los Angeles. 
"Scoperto" a soli sette anni viene subito impiegato dalla Kalem Company nel 1915-16 in due episodi del serial cinematografico Ham and Bud con Lloyd V. Hamilton e Bud Duncan e in altre piccole parti. La popolarità arriva con il film Rebecca of Sunnybrook Farm (1917), quando il regista Marshall Neilan decide di farlo apparire al naturale con i capelli scomposti e senza mascherare le sue lentiggini. A lui vengono ora affidati ruoli di rilievo a fianco di Mary Pickford in Papà Gambalunga (1919) e di Gloria Swanson in Maschio e femmina (1919)
Agli inizi degli anni Venti Barry raggiunge l'apice nella sua carriera di attore bambino. Dopo Gordon Griffith, Marie Osborne, Tibor Lubinszky e quindi con Jackie Coogan e Baby Peggy, è in assoluto uno dei primi attori bambini cui siano affidati ruoli di protagonista in lungometraggi di successo. In Dinty (1920), assieme all'afroamericano Aaron Mitchell e al cinese-americano Walter Chung, crea il prototipo della baby gang multietnica che servirà da modello alla fortunata serie delle Simpatiche canaglie (1922-44) e a film come Little Annie Rooney (1925) con Mary Pickford. Si distingue ancora come protagonista in School Days (1921), Penrod (1922), Rags to Riches (1922), Heroes of the Street (1922) e The Country Kid (1923).
Barry continua a recitare anche da giovane attore negli anni Trenta, anche se in ruoli minori, spesso neppure accreditati. Dagli anni Quaranta abbandona la carriera attoriale per dedicarsi alla regia. Lavora soprattutto come aiuto-regista in oltre 50 produzioni, firmando direttamente la regia in una decina di altri film. La sua opera più famosa come regista è il film di fantascienza Creation of the Humanoids (1962). È anche attivo produttore.
Ritiratosi dal mondo del cinema alla metà degli anni Settanta, muore a Fresno (California) nel 1994,  all'età di 86 anni. È sepolto al Turlock Memorial Park.

## Riconoscimenti
- Young Hollywood Hall of Fame (1920's)

## Filmografia parziale

### Attore
- Ham and Bud - serial cinematografico
- The Phoney Cannibal, regia di Chance Ward - cortometraggio (1915)
- Maybe Moonshine, regia di William Beaudine - cortometraggio (1916)
- Rebecca of Sunnybrook Farm, regia di Marshall Neilan (1917)
- The Fifth Boy, regia di Raymond Wells (1917)
- Empty Pockets, regia di Herbert Brenon (1918)
- Amore d'artista (Amarilly of Clothes-Line Alley), regia di Marshall Neilan (1918)
- How Could You, Jean?, regia di William D. Taylor (1918)
- Johanna Enlists, regia di William D. Taylor (1918)
- The Unpardonable Sin, regia di Marshall Neilan (1919)
- Papà Gambalunga (Daddy-Long-Legs), regia di Marshall Neilan (1919)
- Her Kingdom of Dreams, regia di Marshall Neilan (1919)
- A Woman of Pleasure, regia di Wallace Worsley (1919)
- Maschio e femmina (Male and Female), regia di Cecil B. DeMille (1919)
- Don't Ever Marry, regia di Victor Heerman, Marshall Neilan (1920)
- Go and Get It, regia di Marshall Neilan, Henry Roberts Symonds (1920)
- The White Circle
- The County Fair, regia di Edmund Mortimer, Maurice Tourneur (1920)
- Dinty, regia di John McDermott e Marshall Neilan (1920)
- Bob Hampton of Placer, regia di Marshall Neilan (1921)
- Stranger Than Fiction, regia di J. A. Barry (1921)
- Bits of Life, regia di Marshall Neilan (1921)
- The Lotus Eater, regia di Marshall Neilan (1921)
- School Days, regia di William Nigh (1921)
- Penrod, regia di Marshall Neilan (1922)
- Rags to Riches, regia di Wallace Worsley (1922)
- Heroes of the Street, regia di William Beaudine (1922)
- The Printer's Devil, regia di William Beaudine (1923)
- The Country Kid, regia di William Beaudine (1923)
- Pure Grit, regia di Nat Ross (1923)
- George Washington, Jr., regia di Malcolm St. Clair (1924)
- His Own Law (1924)
- How McDougall Topped the Score, regia di V. Upton Brown (1924)
- Battling Bunyon, regia di Paul Hurst (1925)
- My Home Town (1925)
- The Fighting Cub, regia di Paul Hurst (1925)
- The Midshipman, regia di W. Christy Cabanne (1925)
- Wild Geese, regia di Phil Goldstone (1927)
- In Old Kentucky, regia di John M. Stahl  (1927)
- Top Sergeant Mulligan, regia di James P. Hogan (1928)
- Skyscraper (The Life of Vergie Winters), regia di Howard Higgin (1928)

- La donna nell'ombra (The Life of Vergie Winters), regia di Alfred Santell (1934)
- Wild Money, regia di Louis King (1937)
- Rich Relations, regia di Clifford Sanforth (1937)
- The Mexicali Kid, regia di Wallace Fox (1938)
- Mr. Doodle Kicks Off, regia di Leslie Goodwins (1938)
- Stunt Pilot, regia di George Waggner (1939)

### Regista
- Adventures of Wild Bill Hickok, serie TV (1951-52) - 7 episodi
- Stump the Stars, serie TV (1951-54) - 2 episodi
- The Steel Fist (1952)
- Trail Blazers (1953)
- Secret of Outlaw Flats (1953)
- Racing Blood (1954)
- The Outlaw's Daughter (1954)
- Phantom Trails (1954)
- Creation of the Humanoids (1962)
- The Jolly Genie - cortometraggio (1963)